# Rapatea circasiana
Rapatea circasiana är en gräsväxtart som beskrevs av García-barr. och L.E.Mora. Rapatea circasiana ingår i släktet Rapatea och familjen Rapateaceae. Inga underarter finns listade i Catalogue of Life.